# Moses Wisner

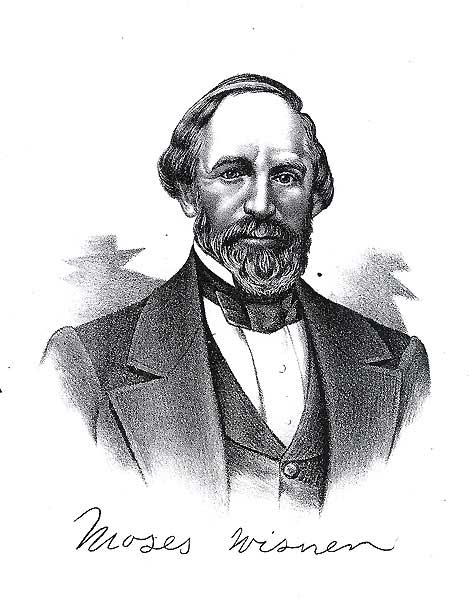
Moses Wisner

Moses Wisner (* 3. Juni 1815 in Springport, Cayuga County, New York; † 5. Januar 1863 in Lexington, Kentucky) war ein US-amerikanischer Politiker und von 1859 bis 1861 der 12. Gouverneur des Bundesstaates Michigan.

## Frühe Jahre und politischer Aufstieg
Moses Wisner besuchte die örtlichen Schulen seiner New Yorker Heimat. Im Jahr 1837 zog er nach Michigan, wo er sich im Lapeer County niederließ. Dort arbeitete er als Farmer und studierte nebenbei Jura. Nach seiner im Jahr 1841 erfolgten Zulassung als Rechtsanwalt wurde er Bezirksstaatsanwalt im Lapeer County.
Bis Anfang der 1850er Jahre zeigte Wisner kein großes Interesse an Politik. Das änderte sich mit der Zuspitzung der Sklavereifrage. Als entschiedener Gegner dieser Institution in den Südstaaten gehörte er 1854 zu den Gründungsmitgliedern der Republikanischen Partei. Noch im Jahr 1854 nominierte ihn seine neue Partei für die Kongresswahlen, bei denen er aber seinem demokratischen Gegner unterlag. Am 2. November 1858 wurde er dann zum neuen Gouverneur von Michigan gewählt.

## Gouverneur von Michigan
Wisner trat seine zweijährige Amtszeit am 5. Januar 1859 an. Als Gouverneur trieb er den Ausbau des Straßennetzes in Michigan voran und der St. Marys Kanal wurde wieder schiffbar gemacht. Neben diesen Verbesserungen der Infrastruktur wurde für die Bürger Michigans ein Anmeldegesetz erlassen (General Registration Law), und an der University of Michigan wurde eine juristische Fakultät ins Leben gerufen.
Nach dem Ablauf seiner Amtszeit am 2. Januar 1861 zog sich Wisner aus der Politik zurück und wurde wieder als Rechtsanwalt tätig. Während des Bürgerkriegs stellte er im September 1862 das 22. Michigan-Infanterieregiment auf, dessen Kommando er als Oberst übernehmen sollte. Auf dem Weg zur Front erkrankte er an Typhus und starb Anfang Januar 1863 in Lexington. Moses Wisner war mit Angeline Hascall verheiratet, mit der er vier Kinder hatte.